# Neoxyphinus xyphinoides
Neoxyphinus xyphinoides är en spindelart som först beskrevs av Chamberlin och Ivie 1942.  Neoxyphinus xyphinoides ingår i släktet Neoxyphinus och familjen dansspindlar.
Artens utbredningsområde är Guyana. Inga underarter finns listade i Catalogue of Life.